# Praxisbesonderheit
Eine Praxisbesonderheit können in Deutschland niedergelassene Ärzt(inn)e(n) gegenüber der kassenärztlichen Vereinigung geltend machen, wenn sie eine Honorarforderung/Abrechnung dort einreichen.

## Hintergrund
Zur Sicherstellung der vertragsärztlichen Versorgung vereinbaren Krankenkassen und Kassenärztliche Vereinigung als Vertragspartner gemäß § 84 Abs. 6 und 8 SGB V  arztgruppenspezifische fallbezogene Richtgrößen als Durchschnittswerte. Diese Richtgrößen sollten nicht überschritten werden. Überschreitet ein Arzt durch sein Verordnungsverhalten dennoch die vorgegebene Richtgröße, kann er dafür in Regress genommen werden. Ein solches Regressverfahren lässt sich eventuell abwenden, indem im Rahmen einer Prüfung individuelle Praxisbesonderheiten geltend gemacht werden. 

## Beispiele für Praxisbesonderheiten
Eine Praxisbesonderheit im Sinne der Arzneimittel-Richtgrößenvereinbarung liegt in einer Arztpraxis dann vor, wenn 
- eine überdurchschnittlich hohe Zahl von Patienten eine besonders kostenintensive Behandlung benötigten;
- eine Zusatzqualifikation des Arztes mehr Patienten mit schweren Krankheitsbildern in diese Praxis führt.

## Durchführungsverfahren
Praxisbesonderheiten werden im Rahmen der Anhörung gemäß § 24 SGB X (Verwaltungsverfahren) dem zuständigen Prüfungsausschuss gemeldet. Als EDV-Abrechner werden Diagnoseschlüssel nach ICD-10-GM in der Abrechnung übermittelt, bei manueller Abrechnung müssen entsprechende Vordrucke ausgefüllt werden.
Als Mindestanforderungen sind folgende Angaben nötig: 
- Stammdaten der Patienten einschließlich Kassenzugehörigkeit
- Primärdiagnose, die die Kosten ausgelöst hat (nach ICD-10-GM)
- Soweit möglich, die tatsächlich entstandenen Kosten der Arzneitherapie, nicht jede schwere Diagnose zieht automatisch höhere Arzneikosten nach sich.
- Als Richtwert kann das Fünffache der Richtgröße angesetzt werden.

Vorteilhaft sind folgende zusätzliche Angaben: 
- Weitere medizinische Daten wie Begleiterkrankungen, Allgemeinzustand, Gewicht, Körpergröße etc. Gemäß ICD-10-GM Klassifizierung in Codes angeben.
- Begründung (z. B. keine alternative Therapieform möglich, Vermeidung von Krankenhausaufenthalt etc.)

Welche Praxisbesonderheiten schließlich anerkannt werden und in welcher Höhe, entscheidet der Prüfungsausschuss. Dies kann durchaus von Prüfungsausschuss zu Prüfungsausschuss differieren. So können sowohl die tatsächlich entstandenen, geprüften Kosten eines gemeldeten Patienten oder aber ein arithmetischer Mittelwert, der auf Erfahrungswerten beruht, herangezogen werden.